# António Martins
António Martins nasceu a 14 de setembro de 1949 em Vila Chã de Ourique, foi um ciclista profissional português na década de 1970. Participou de várias edições da Volta a Portugal, Volta a Espanha e Volta ao Luxemburgo, tendo inclusive participado no Campeonato do Mundo de Ciclismo.

## Biografia
António Martins, começou a praticar ciclismo aos 14 anos, nas corridas das Festas de Vila Chã de Ourique, na altura eram corridas clandestinas, e já ganhava cerca de 500 merréis por corrida.
Ingressou no FC Alverca em 1968, onde começou participar em provas nacionais.
Participou na Grande Corrida de Loures, era uma corrida popular com duração de dois dias, impossibilitado de correr na Equipa do Alverca devido a questões legais que o clube atravessava, decidiu correr sozinho, realizou uma prova memorável no dia do seu aniversário, vestiu a camisola amarela e no final ofereceu a camisola à sua esposa. 

Foi convidado a integrar o ciclismo profissional do Sport Lisboa e Benfica em 1970, Clube que o lançou para o estrelato do ciclismo nacional e internacional.

## Carreira Desportiva
António Martins ia de bicicleta para o Estádio da Luz em Lisboa para treinar. Um facto contado pelo próprio ciclista em 1997 ao jornal Vida Ribatejana.

## Palmarés
- 1970
  - 2º Lugar na 1ª Etapa Cinturón Internacional de Cataluña, San Felíu de Llobregat (Cataluña), Spain
  - 6º Lugar da Classificação Geral do Grande Prémio Robbialac, Portugal
  - 9º Lugar da Classificação Geral Grande Prémio Philips, Portugal
  - 5º Lugar na 1ª Etapa da Volta a Portugal, Porto, Portugal

- 1972
  - 1º Lugar no Premio de Cantanhede, (Grande Prémio Cantanhede), Portugal
- 1973
  - 9º Lugar da Classificação Geral na Volta a Portugal
  - 3º Lugar na 5ª Etapa do Grande Prémio Nocal, Caruso (Malanje), Angola
  - 40º Lugar no Campeonato do Mundo World Championships - Road Race (Barcelona), Espanha
- 1974
  - 9º Lugar no Grande Prémio Porto - Lisboa, Lisboa (Lisboa), Portugal
  - 1º no Prólogo da Volta a Portugal, Porto (Porto), Portugal  + Fernando Dos Reis Mendes  + Venceslau Domingues Fernandes  + José Madeira  + Joaquim De Magalhães Leite  + José Joaquim Pacheco  + Américo Vicer Da Silva  + Eusebio Da Silva Pereira
  - 3º Lugar da Classificação Geral na Volta a Portugal, Portugal
    - 3º Lugar na 2ª Etapa da Volta a Portugal, Lousada (Porto), Portugal
    - 1º Lugar na 14ª Etapa da Volta a Portugal, Cadaval (Lisboa), Portugal
- 1975
  - 1º Lugar no Grande Prémio de Tavira, Tavira (Faro), Portugal
  - 1º Lugar no Circuito de Tercena, (Tercena), Tercena (Lisboa), Portugal
  - 7º Lugar no Campeonato Nacional de Estrada, Elite, Portugal, Portugal
  - 5º Lugar no Grande Prémio Porto - Lisboa, Lisboa (Lisboa), Portugal
  - 13º Lugar da Classificação Geral na Volta a Espanha
  - 5º Lugar da Classificação Geral na Volta ao Luxemburgo
    - 1º Lugar no Prémio de Montanha